# Luis de Velasco
Luis de Velasco y de Castilla (Carrión de los Condes, Regne de Castella, 1534 - Sevilla, 1617), marquès de Salinas des de l'any 1609, va ser administrador colonial espanyol, com a virrei de la Nova Espanya en dues ocasions (del 1590 al 1595 i del 1607 al 1611), i com a virrei del Perú (del 1596 al 1604). Era besnet de Íñigo López de Mendoza i fill d'Ana de Castilla i de Mendoza, i de Luis de Velasco, també virrei de Nova Espanya, que el va portar al Nou món, quan era molt petit. El casament d'Ana i Luis pare va ser molt estratègic en unir dos clans influents a la cort de Castella.
Quan son pare se'n va anar cap a Nova Espanya, Ana de Castella i els fills van romandre a Castella. Certs fonts tradicionals conten que Luis el jove el va acompanyar però els documents no el confirmen, ansal contrari. S'ha conservat una carta d'Ana de l'1 de febrer de 1551 on escriu que Luis va començar els estudis a la Universitat de Salamanca, un fet rar en la noblesa que no valorava gaire els estudis. El 1554 va participar en el seguici que acompanya l'encara príncep Felip II cap a Flandes i Anglaterra. Durant aquest viatge a Brussel·les va entrar en l'Orde de Sant Jaume. A l'estiu de 1559 va començar el viatge de retorn de Brussel·les a Espanya. El gener de 1560 va deixar el port de amb una barca sota Miguel de Oquendo. A l'edat de vint-i-sis anys, va arribar a Veracruz a la primavera de 1560 i es va estar al palau del virrei a la ciutat de Mèxic. Mentrestant, Luis el gran va cercar una esposa convenient en les famílies nobles establertes a Mèxic. Es va casar amb Maria de Ircio en el perióde després de la mort de son pare el 31 de juliol de 1564 i la primera meitat de 1565: el que es dedueix del fet que al seu testament encarrega el seu fill gran, Francesc, d'organitzar el casament del petit. El 1565, la cort d'Espanya li va atorgar una pensió de 6000 ducats per any, en invocar el mèrits per a la corona, tant de son pare com del sogre, un descendent del primer conqueridor de Mèxic.
Com a regidor, però els enfrontaments constants amb el nou virrei, Álvaro Manrique de Zúñiga, van fer que tornés a les Corts d'Espanya, on Felip II el va nomenar ambaixador de Florència.
El dia 19 de juliol de 1589 va ser nomenat virrei de Nova Espanya, en substitució del marqués de Manrique, on va procurar continuar la feina del seu pare, amb mesures a favor del poble indígena, com eximir-los de pagar la quota per acudir a la justícia, tot facilitant el camí per denunciar els abusos que els colonitzadors els realitzessin. Entre les seves accions també cal destacar la pacificació del poble txitximeca, l'any 1591, o l'exploració i conquesta dels territoris posteriorment anomenats com a Nou Mèxic.
L'any 1595 va ser nomenat virrei del Perú. Com va fer a Nova Espanya, va intentar millorar les condicions de treball dels indígenes, sobretot a les mines. El cansament i les malalties van fer que demanés el relleu del govern peruà i el retorn a Mèxic, l'any 1604, on es va dedicar a cuidar les seves encomiendas d'Azcapotzalco i Teulitlán. Va tornar a ser nomenat virrei l'any 1607. A la fi d'aquest segon mandat, va retornar a Espanya, on se li va confiar la presidència del Consell d'Índies. L'any 1609 va rebre el títol de Marqués de Salinas, com a recompensa pels serveis prestats a la Corona i per haver estat un dels millors administradors colonials de l'època.